# Gueyze
La Gueyze è un fiume del sud della Francia.

## Geografia
Il fiume sorge nella forêt des Landes nel Lot e Garonna, poi segue il confine con le Landes e sfocia nel fiume Gélise à Sos, dopo un percorso di 17 km.

## Dipartimenti e principali città attraversate
- Dipartimento di Landes : Arx, Rimbez-et-Baudiets.
- Dipartimento di Lot e Garonna: Sos, e l'antico comune di Gueyze.

## Principali affluenti
- l'École: 6.4 km
- Launet: 4.7 km